# Kārsava
Kārsava er beliggende i Ludzas distrikt i det østlige Letland og fik byrettigheder i 1928. Byen ligger ikke langt fra grænsen til Rusland. Før Letlands selvstændighed i 1918 var byen også kendt på sit tyske navn Karsau.